# Kilauea
Kilauea er en skjoldvulkan på The big Island på Hawaii i stillehavet. Den er en af verdens mest aktive vulkaner, er mellem 300.000 til 600.000 år gammel. Kilauea var i stort set kontinuerligt udbrud fra 1983 til 2018. Døgnet rundt holder sikkerhedsvagter øje med vulkanen for at kunne advare befolkningen, hvis der kommer lava flydende mod den nærliggende by. Vulkanens top befinder sig 1.247 m over havets overflade, men hæver sig kun omkring 15 m over det umiddelbart omgivende terræn.

## Lavastrømme
I 2016 sank et stort lavadelta dannet af Kilauea i vandet og åbnede ind til en lavatunnel der sendte flydende lava direkte i havet.